# Eagle 150
L'Eagle 150 est un biplace de tourisme dessiné par l'Américain John Roncz pour les besoins du marché australien et produit en série par une entreprise de Malaisie.

## Développement

### Eagle EX-P1
En 1981 Graham Group of Companies, entreprise de Perth, Australie-Occidentale, releva dans la communauté minière de sa zone d'activité le besoin d'un avion léger économique, aussi facile à entretenir qu'à piloter. L'idée fut confiée à John Roncz, ingénieur américain qui a travaillé avec Burt Rutan à la conception de plusieurs avions en matériaux composites. Construit par Composite Industries Ltd, le prototype Eagle EX-P1 a volé en 1984. Cet appareil, qui ressemblait beaucoup au Rutan Quickie, était un monoplace construit en fibre de carbone et kevlar reposant sur un train tricycle fixe. Il se distinguait par une voilure canard, deux plans inégaux et décalés, le plan principal s’appuyant sur le dos du fuselage arrière et le plan avant passant sous le bâti-moteur. Le 30 janvier 1985 le prototype fut sérieusement endommagé par un atterrissage de fortune dans un champ de maïs. En novembre 1987 il a été transféré au Powerhouse Museum de Sydney.

### Eagle XTS
L’idée de départ des promoteurs du programme était de réaliser un ULM, donc un appareil bénéficiant d’une réglementation allégée, mais les utilisateurs comme les compagnies d’assurances avaient de réticences. En 1984 Composite Industries Ltd fut acheté par Composite Technology Research Malaysia et Eagle Aircraft Company a été créé pour développer, produire et commercialiser une version biplace d’école et de tourisme de l’Eagle EX-P1. Le prototype du biplace Eagle XTS a volé en 1988. AEA fut chargé du programme de certification (essais en vol et statiques, dossier calcul), une certification provisoire étant obtenue en septembre 1993.

### Eagle 150A
Le premier Eagle 150A de série a obtenu sa certification définitive le 13 novembre 1996. 15 exemplaires ont été produits par l’usine Eagle Aircraft Australia P/L de Fremantle.

### Eagle 150B
L’Eagle 150B a obtenu sa certification australienne le 11 novembre 1997 et celle de la FAA le 11 février 1999. Il est produit en Malaisie par Eagle Aircraft International depuis 1999. Début 2007 cet appareil est vendu 119 900 U$.

### Eagle ARV System
Composite Technology Research Malaysia (CTRM) a développé une version de surveillance sans pilote, Eagle ARV System. Trois appareils et une station de pilotage au sol ont été achetés par le gouvernement de Malaisie.